# Akiko Kijimuta
Akiko Kijimuta (jap. 雉子牟田 明子, Kijimuta Akiko; * 1. Mai 1968 in Ebina, Präfektur Kanagawa) ist eine ehemalige japanische Tennisspielerin. Ihre jüngere Schwester Naoko war ebenfalls Profitennisspielerin.

## Karriere
Kijimutas Profikarriere dauerte von 1983 bis 1994. In dieser Zeitspanne gewann sie auf ITF-Ebene einen Einzel- und zwei Doppeltitel. Auf der WTA Tour blieb ihr ein Titelgewinn verwehrt.
1992 stand sie im Achtelfinale der Einzelkonkurrenz der French Open. Es war ihr größter Erfolg bei einem Grand-Slam-Turnier.
Von 1984 bis 1991 spielte sie 13 Partien für die japanische Fed-Cup-Mannschaft, von denen sie drei gewinnen konnte.
Ihre besten Platzierungen in der WTA-Weltrangliste erreichte Kijimuta mit Rang 49 im Einzel (1990) und Position 93 im Doppel (1991).